# Villa Allende
Villa Allende ist eine Stadt im Departamento Colón in Zentralargentinien, gelegen unmittelbar nordwestlich der Stadt Córdoba in der gleichnamigen der Provinz Córdoba. Sie hat etwa 25.000 Einwohner.

## Sehenswürdigkeiten
Die bedeutendsten historischen Bauwerke sind das Kloster San Alfonso aus dem 17. Jahrhundert und die Kirche Nuestra Señora del Carmen.

## Wirtschaft
Villa Allende ist stark an die Stadt Córdoba angebunden und fungiert als eines ihrer wohlhabendsten Vororte; viele Stadtflüchtlinge haben sich dort angesiedelt. Dennoch hat auch sie mit der Armut zu kämpfen, wie das Elendsviertel Las Polinesias zeigt. Die Stadt lebt generell vor allem von der Gastronomie, Handel und anderen Dienstleistungen, sie hat ein Geschäftszentrum und mehrere Restaurants, Nachtlokale und Diskotheken. Außerdem haben im Westen der Stadt einige Industriebetriebe ihren Sitz.

## Kultur und Veranstaltungen
In Villa Allende findet im Februar das Folklorefestival Festival de la Solidaridad statt. Außerdem treffen sich die bekanntesten Bildhauer Argentiniens im Dezember zum Encuentro Nacional de Escultores en Madera, dem Treffen für Holz-Bildhauerei.
In der Stadt liegt auch der bedeutendste Golfclub der Umgebung der Stadt Córdoba. Hier finden des Öfteren größere Turniere statt. Der Profigolfer Ángel Cabrera, genannt El Pato, kommt aus Villa Allende.